# Maximiliano Stanic
Maximiliano Stanic (Morón, 2 de dezembro de 1978), chamado tambem de Maxi ou Stanic, é um jogador de basquete argentino.

## Estatísticas
| † | Denota temporadas em que equipe de Stanic ganhou um campeonato da NBB |
|   | Líder da liga                                                         |

### Temporada regular da NBB
| Ano      | Equipe    | PJ | MPJ  | FG%  | 3P%  | LL%  | RT  | AS  | BR  | TO | PPJ  |
| -------- | --------- | -- | ---- | ---- | ---- | ---- | --- | --- | --- | -- | ---- |
| 2013-14  | Palmeiras | 16 | 29.8 | .525 | .508 | .821 | 3.6 | 6.4 | 2.1 | .1 | 10.4 |
| 2014-15  | Palmeiras | 22 | 29.6 | .451 | .362 | .782 | 4.0 | 6.2 | 1.5 | .0 | 9.5  |
| Carreira |           | 38 | 29.7 | .481 | .421 | .798 | 3.8 | 6.3 | 1.8 | .1 | 10.0 |
| All-Star |           | 1  | -    | -    | -    | -    | -   | -   | -   | -  | -    |

### Playoffs da NBB
| Ano      | Equipe    | PJ | MPJ  | FG%  | 3P%  | LL%  | RT  | AS  | BR  | TO | PPJ  |
| -------- | --------- | -- | ---- | ---- | ---- | ---- | --- | --- | --- | -- | ---- |
| 2014     | Palmeiras | 5  | 36.0 | .568 | .444 | .864 | 4.8 | 9.8 | 2.8 | .0 | 13.4 |
| 2015     | Palmeiras | 5  | 31.7 | .532 | .600 | .684 | 4.2 | 5.8 | 2.0 | .0 | 10.0 |
| Carreira |           | 10 | 33.8 | .552 | .515 | .780 | 4.5 | 7.8 | 2.4 | .0 | 11.7 |